# Michal Pavlík
Michal Pavlík (* 4. června 1958) je český multiinstrumentalista, ale především violoncellista, bývalý člen skupiny Čechomor.

## Kariéra
Michal Pavlík vystudoval Státní konzervatoř v Praze – obor klasická hudba. Jazz studoval u Karla Velebného a Rudolfa Ticháčka na jejich Jazzové škole hrou, probíhající v klubu studentských kolejí na Strahově . Pavlík se hudbě věnuje od dětství, silně jej ovlivnily převážně big-beatové skupiny. Je spoluzakladatel 5P Luboše Pospíšila, s Davidem Kollerem a j.), dál působil v rockových skupinách (Jana Kratochvílová, Lešek Semelka, Tango, Vítkovo kvarteto), byl členem George & Beatovens legendárního Petra Nováka, vedl skupinu Flop (Karel Zich)  a poté byl dlouhá léta členem skupiny Čechomor .
Veřejností je Michal Pavlík nejvíce vnímán působením právě ve skupině Čechomor, v níž po frontmanovi Františku Černém byl do svého odchodu druhý nejdéle působící člen souboru. V Čechomoru hrál primárně na violoncello, české dudy a synthesizers, ale ovládá i jiné hudební nástroje. S Čechomorem účinkoval i ve filmu Petra Zelenky Rok ďábla . V roce 2008 Pavlík založil svůj sólový projekt Taknatudu, ve kterém složil většiny textů a hudby. V r.2009 Taknatudu úspěšně předskakoval Deep Purple. Projekt Taknatudu byl ukončen odchodem zpěváka a baskytaristy v roce 2012. V roce 2018 se Michal Pavlík rozhodl po pětadvacetiletém nepřetržitém působení v Čechomoru soubor opustit kvůli prohlubující se diferenci ve směřování kapely v umělecké i morální rovině.
Dlouhodobě se s láskou věnuje úpravám hudby vhodné pro adventní období. Za tím účelem vdechl v roce 2004 život souboru Barokní andílci  . 
V současnosti příležitostně spolupracuje a nahrává s předními interprety napříč žánry / např.. 2020 Tomáš Linka /, ale pro dědičné neodstranitelné zdravotní potíže na rukách již nepřijímá nabídky k pravidelné koncertní činnosti. 

## Diskografie
- 1982 - Tenhle vítr jsem měl rád (L. Pospíšil, C&K Vocal, O. Petřina)
- 1985 - Coloured dreams (S.L.S. – Lešek Semelka)
- 1987 - Let's have a party in Prague (Wanda Jackson – USA, Texas)
- 1990 - When the wall came down (Freddie Steady – USA, Texas)
- 1990 - Petr Novák live (P.Novák, George & Beatovens)
- 1995 - Vítkovo kvarteto live (Vítkovo kvarteto) vydáno 1995
- 1995 - Dávné sliby (Petr Novák, George & Beatovens)
- 1995 - Rub a líc (K.Kahovec, Petr Novák, George & Beatovens)
- 1995 - Ahoj, Tvůj Petr (A.Brichta, I.Hlas, P.Janda, D.Koller, M.Prokop, P.Sedláček, M.Žbirka aj.)
- 1996 - Mezi horami (Českomoravská hudební společnost)
- 2000 - Čechomor (Českomoravská hudební společnost)
- 2001 - Proměny (Čechomor)
- 2002 - Rok Ďábla O.S.T (Čechomor)
- 2002 - Live (Čechomor)
- 2003 - Proměny tour 2003 (Čechomor)
- 2005 - Co sa stalo nové (Čechomor)
- 2006 - Stalo sa živě (Čechomor)
- 2007 - Sváteční Čechomor (Čechomor)
- 2008 - Pověsti moravských hradů a zámků
- 2008 - Taknatudu (Taknatudu)
- 2009 – Pověsti českých hradů a zámků
- 2009 – Pověsti slezských hradů a zámků
- 2010 – Písně z hradů a zámků (19 písní z předchozí trilogie, 2 bonusy)
- 2010 – Pověsti moravských, českých a slezských hradů (Komplet)
- 2011 – Místečko
- 2012 - Čechomor v Národním
- 2013 - Čechomor 25 let - Český Krumlov Live
- 2015 - Svátečnější Čechomor
- 2020 - Sváteční Barokní andílci

## Fotogalerie

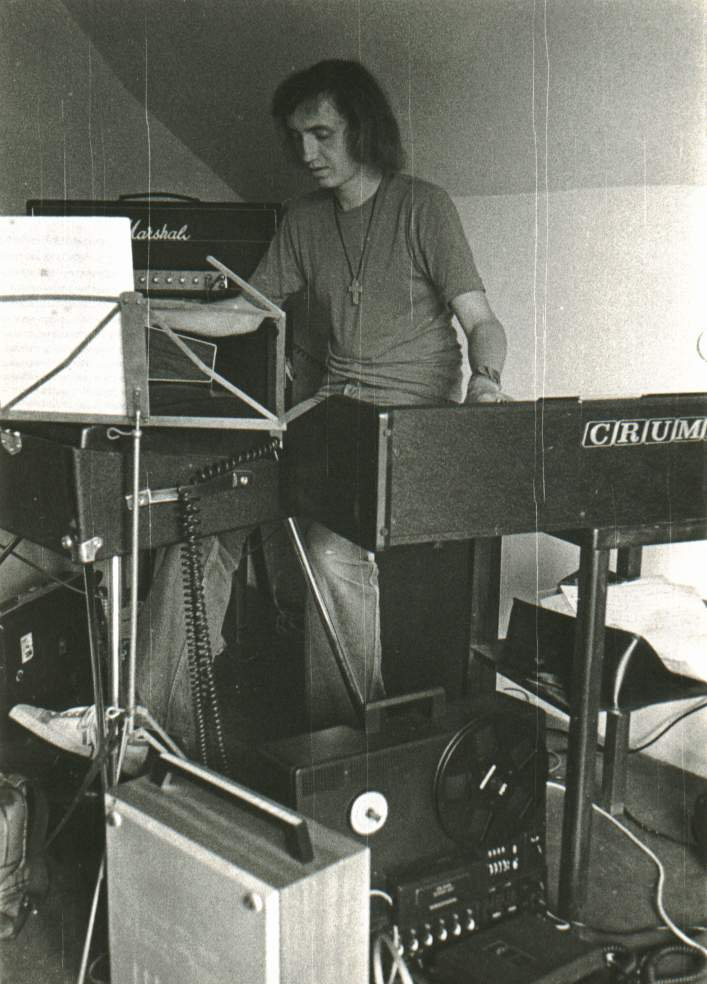
Michal Pavlík 1979
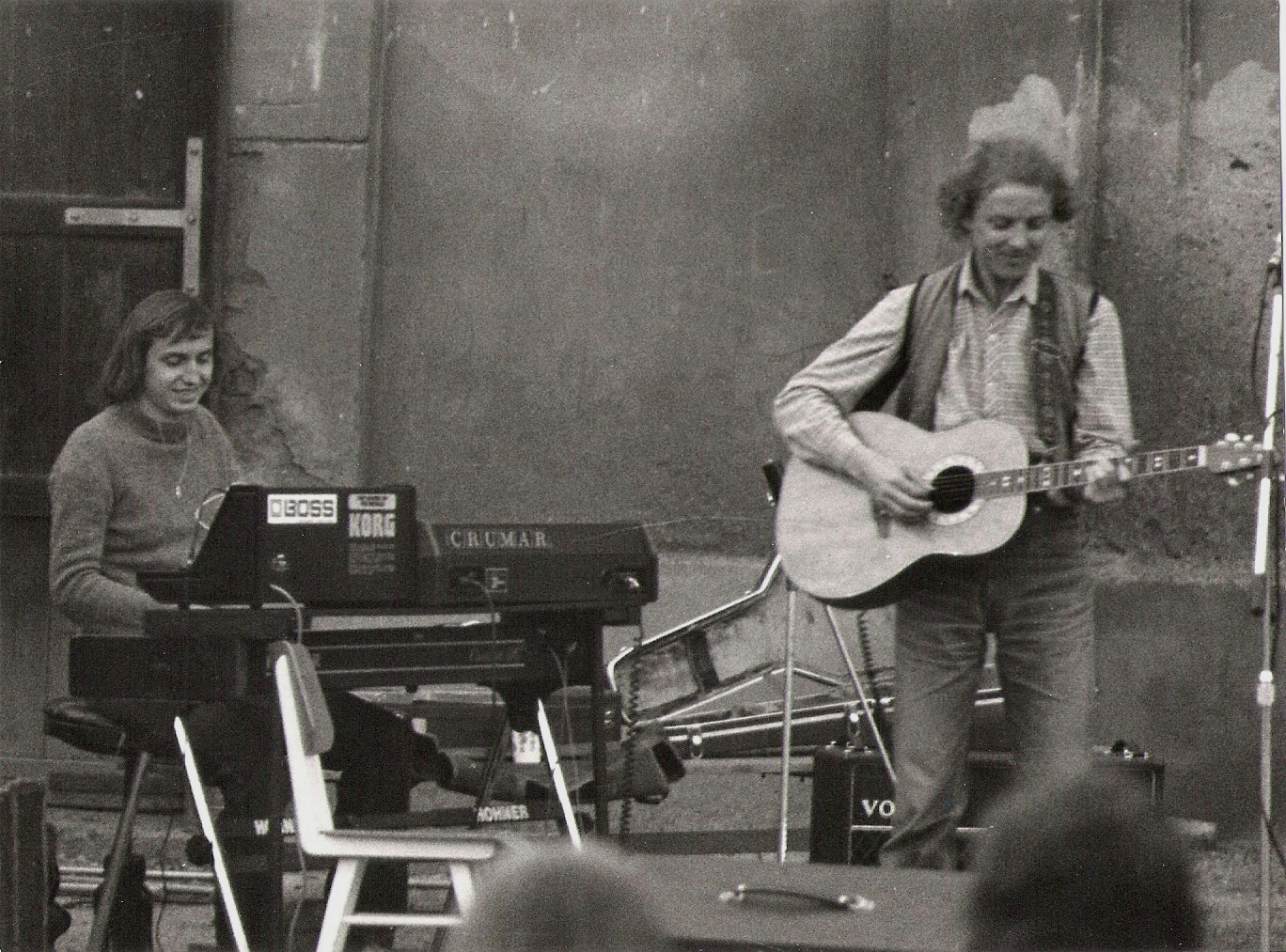
Michal Pavlík ve skupině 5P Luboše Pospíšila na chmelovém koncertu roku 1983.
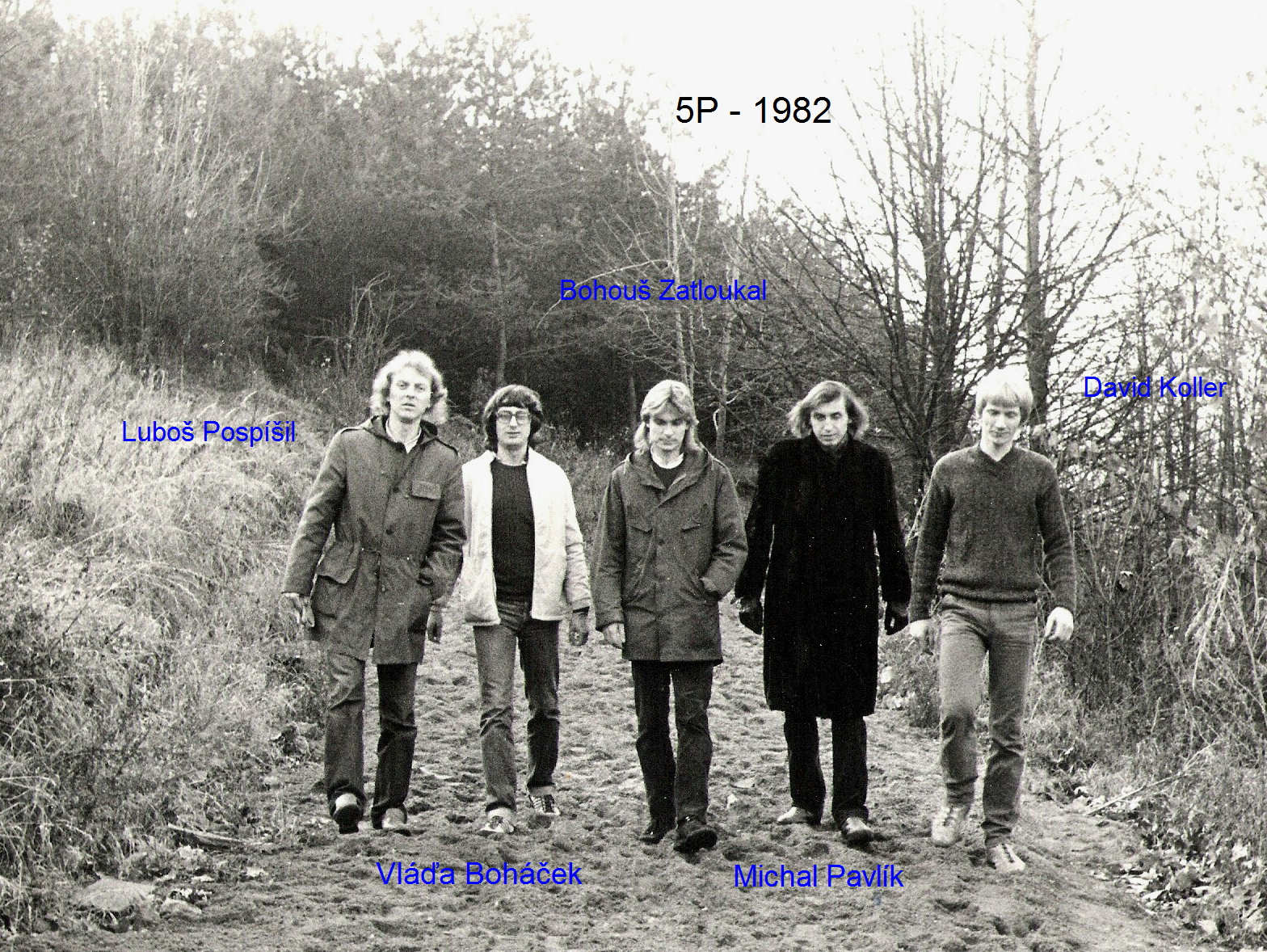
Skupina 5P v roce 1982 s označením členů.
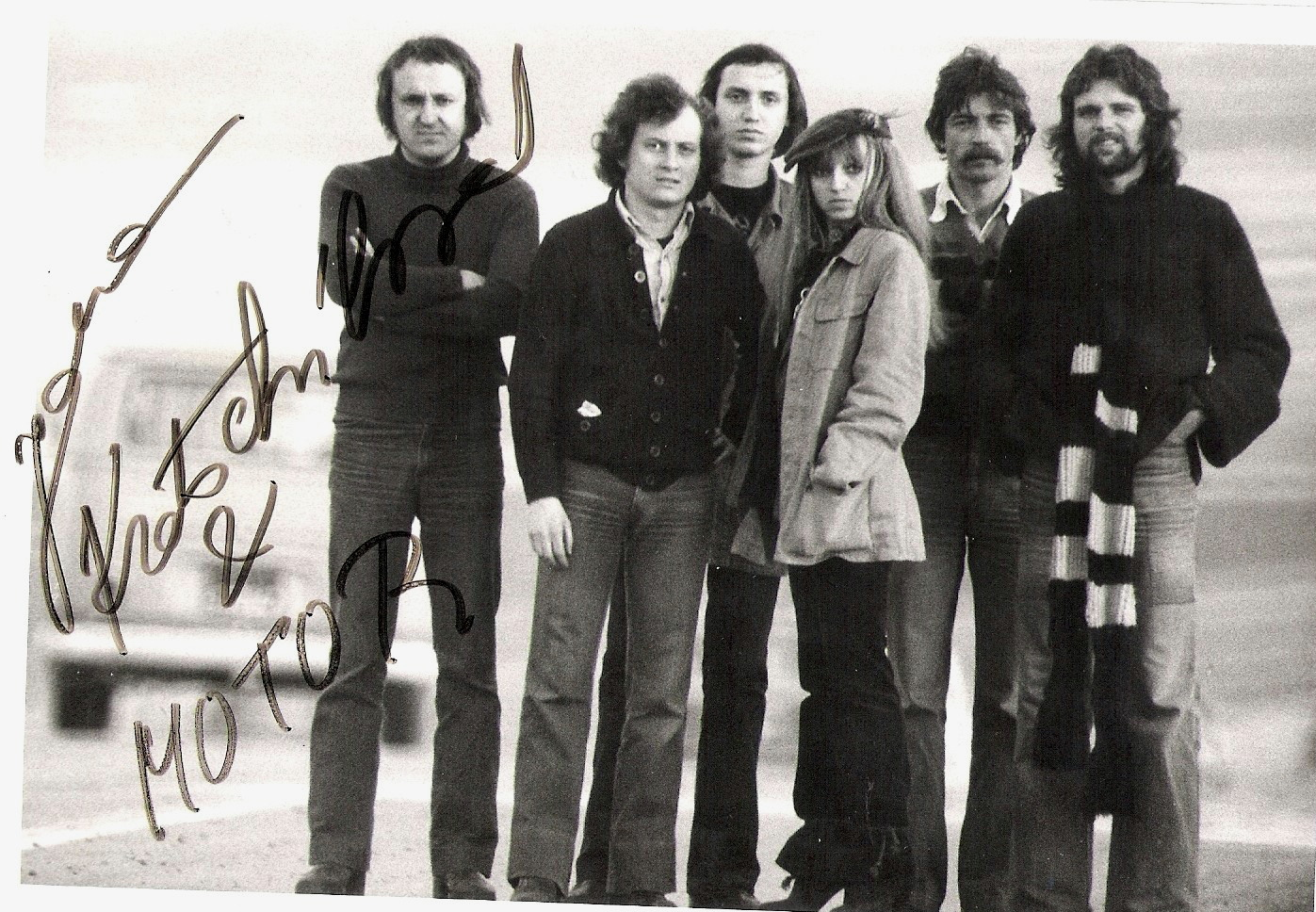
Jana Kratochvílová a skupina MOTOR v roce 1979 s autogramem zpěvačky. Michal Pavlík třetí zleva.
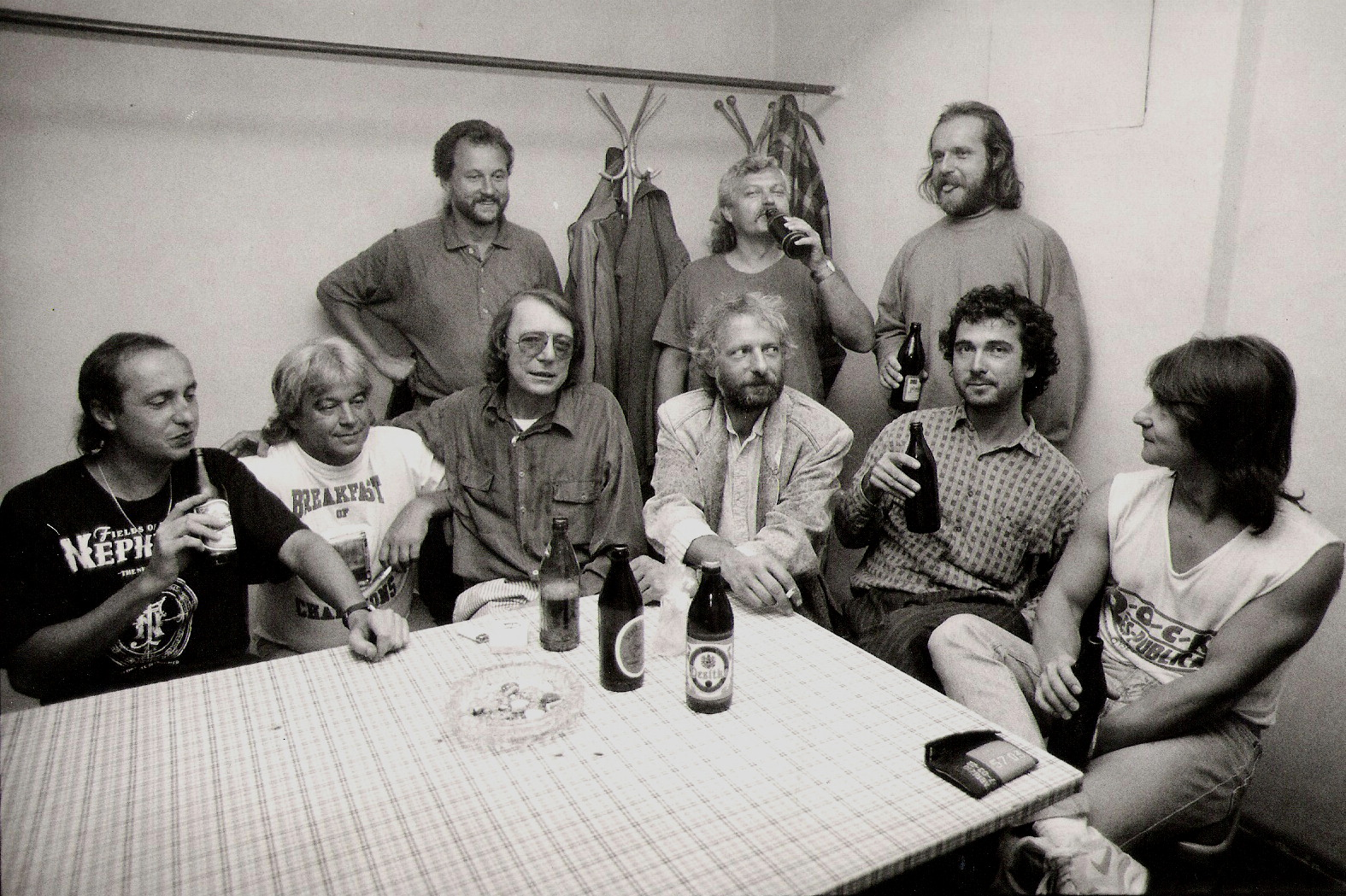
Skupina George & Beatovens se zpěvákem Petrem Novákem (sedící třetí zleva) v roce 1992. Michal Pavlík sedící první zleva.
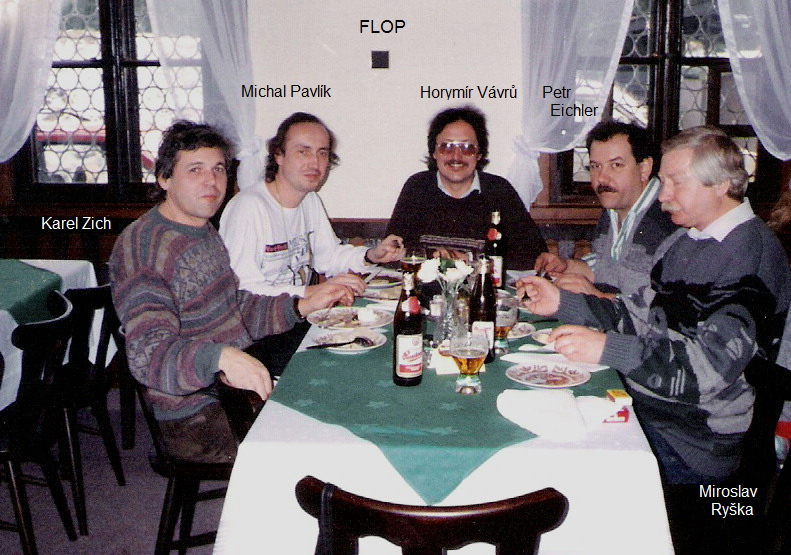
Karel Zich & FLOP v roce 1994 s označením členů souboru.
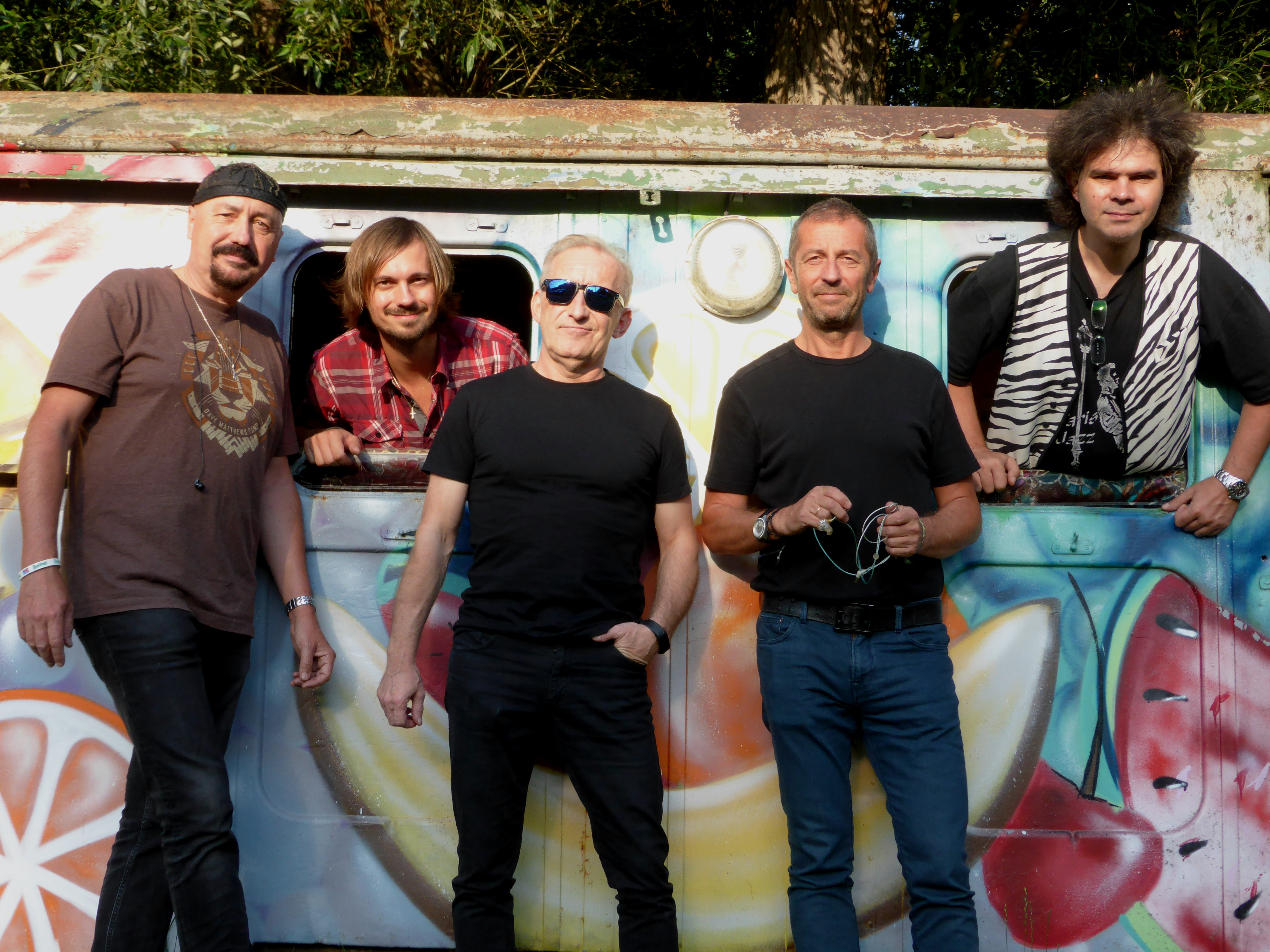
Skupina Čechomor ve složení roku 2016. Michal Pavlík první zleva.